# Ogloblinia (kevers)
Ogloblinia is een geslacht van kevers uit de familie bladkevers (Chrysomelidae).
De wetenschappelijke naam van het geslacht werd in 1939 gepubliceerd door Csiki.

## Soorten
- Ogloblinia keralaensis Doeberl, 2003